# Viktor Orbán
Viktor Mihály Orbán (AFI: [ˈviktor ˈmihaːj ˈorbaːn]; Alcsútdoboz, 31 maggio 1963) è un avvocato e politico ungherese.
Ha ricoperto la carica di Presidente del Consiglio dell'Unione europea dal 1º luglio al 31 dicembre 2024, ed è Primo ministro dell'Ungheria dal 2010, carica che ha anche ricoperto precedentemente tra il 1998 ed il 2002. È leader del partito di estrema destra Fidesz - Unione Civica Ungherese.
Orbán ha studiato giurisprudenza all'Università Loránd Eötvös, laureandosi nel 1987. Ha studiato per un breve periodo scienze politiche al Pembroke College di Oxford, prima di tornare in Ungheria per entrare in politica sulla scia delle rivoluzioni del 1989.
È diventato capo del movimento studentesco riformista noto come "Alleanza dei giovani democratici" (Fiatal Demokraták Szövetsége), che si sarebbe poi tramutato nel partito Fidesz. Successivamente è diventato un politico noto a livello nazionale dopo aver tenuto un discorso riguardo Imre Nagy ed altri martiri della storica rivoluzione ungherese del 1956, in cui chiesero apertamente che le truppe sovietiche si ritirassero dal Paese. Dopo la transizione democratica del 1990, Orbán è stato eletto all'Assemblea nazionale ungherese e ha servito come leader del caucus parlamentare di Fidesz fino al 1993.
Sotto la sua guida, Fidesz è slittato da un orientamento ideologico fondato sul liberalismo e sull'integrazione europea, tipico del centro-destra, verso un conservatorismo nazionale tipico di una destra più radicale. Dopo che Fidesz ha raggiunto un importante numero di seggi alle elezioni parlamentari in Ungheria del 1998, Orbán è stato nominato primo ministro per la prima volta. Fidesz ha perso per poco le elezioni parlamentari in Ungheria del 2002 e del 2006 contro il Partito Socialista Ungherese, con Orbán che ha trascorso questo periodo come leader dell'opposizione. La caduta di popolarità dei socialisti, esacerbata dal noto "discorso di Őszöd" dell'allora primo ministro Ferenc Gyurcsány, ha aiutato Orbán a condurre Fidesz a una vittoria schiacciante nelle elezioni parlamentari in Ungheria del 2010.
Orbán ha formato così una coalizione con il Partito Popolare Cristiano Democratico, raggiungendo la maggioranza in Assemblea nazionale, che ha successivamente sfruttato per introdurre importanti, seppur controverse, riforme costituzionali e legislative. Fidesz ha mantenuto la sua maggioranza nelle elezioni parlamentari in Ungheria del 2014 e del 2018. Nell'agosto 2018, è diventato il secondo primo ministro con l'esecutivo più longevo in Ungheria dopo Kálmán Tisza.
La politica interna basata sulla retorica populista attuata da Orbán ha causato un processo di arresto ed arretramento della democrazia in Ungheria, facendola muovere verso una forma di Stato autoritario. Pertanto il suo conservatorismo sociale e nazionale, la mirata opposizione all'immigrazione, lo spiccato euroscetticismo, e la difesa di concetti quali lo Stato-nazione e quella che lui stesso definisce come "democrazia illiberale", hanno attirato una significativa attenzione e critica internazionale.
Come conseguenza della condotta politica di Orbán, Fidesz è stato sospeso dal Partito Popolare Europeo da marzo 2019 fino a marzo 2021, quando Fidesz ha lasciato il PPE dopo che un nuovo statuto ha rafforzato l'impegno dei partiti costituenti al rispetto del principio dello Stato di diritto.

## Posizioni e idee politiche
Nel corso della sua carriera politica Orbán si è spostato da posizioni liberali verso posizioni più radicalmente illiberali di destra nazionalista e populista.
Inizialmente, infatti, la sua principale ispirazione fu quella della tradizione liberale. In seguito egli è giunto a mettere in discussione la democrazia liberale, dichiarando la volontà di "liberarsi dai dogmi e dall'ideologia occidentale europea".
I premierati di Orbán sono stati oggetto di intense controversie internazionali. Le modifiche costituzionali dal 2011 emanate da Orbán hanno limitato e ridotto la libertà di espressione, le libertà individuali, la libertà di stampa e hanno indebolito la Corte costituzionale e il potere giudiziario, causando un arresto e un arretramento della democrazia in Ungheria, facendola spostare verso una forma di Stato autoritario.
I critici lo hanno descritto come irredentista, populista di destra, autoritario, autocratico, putiniano, come "uomo forte", e come "dittatore". Diversi giornali hanno definito il suo orientamento come di "estrema destra".
Si ritiene favorevole della reintroduzione della pena di morte in Europa.
Il miscuglio di euroscetticismo, populismo, e conservatorismo nazionale di Orbán lo hanno fatto paragonare a politici e partiti politici come Fratelli d'Italia di Giorgia Meloni, Diritto e Giustizia di Jarosław Kaczyński, il Rassemblement National di Marine Le Pen, Donald Trump, Recep Tayyip Erdoğan e Vladimir Putin. Anche il leader della Lega Matteo Salvini è ritenuto molto vicino alle posizioni politiche di Viktor Orbán.
Nel 2020 ha cambiato la Costituzione ungherese per rendere incostituzionale e illegale la famiglia omogenitoriale e per far ricevere ai bambini (delle coppie eterosessuali) un'educazione conservatrice "basata sulla nostra identità costituzionale nazionale e sui valori cristiani".
Sempre durante quest'anno ha inoltre vietato la registrazione del cambio di sesso sui documenti mediante un emendamento legislativo che definisce il sesso per "sesso biologico basato sulla nascita e sul genoma", mettendo quindi fine al riconoscimento legale delle persone transessuali e intersessuali.
Nel 2021 ha invece approvato una legge per vietare la rappresentazione dell'omosessualità e della riassegnazione del genere all'interno dei film, delle pubblicità e delle scuole al fine di “proteggere” gli individui al di sotto dei 18 anni. Tuttavia, il premier ha affermato che "questa legge non è contro gli omosessuali" e di aver "lottato per la libertà sotto il regime comunista, anche per i diritti gay", nonostante l'omosessualità fosse stata decriminalizzata definitivamente nel 1978, dopo che già molte leggi discriminatorie nei confronti dei gay fossero tuttavia già state abolite sin dal 1961, due anni prima che Orbán nascesse.
Secondo Politico, la filosofia politica di Orbán "riecheggia i risentimenti di quelle che erano una volta le classi contadine e lavoratrici" promuovendo una "difesa intransigente della sovranità nazionale e una sfiducia trasparente nei confronti delle istituzioni europee".
Orbán ha uno stretto rapporto con il primo ministro israeliano Benjamin Netanyahu, che conosce da decenni. È descritto come "uno dei più stretti alleati di Netanyahu in Europa". Orbán ha ricevuto consigli personali sulle riforme economiche da Netanyahu, mentre il secondo era ministro delle finanze di Israele (2003-2005).
Orbán sembra aver esposto le sue opinioni politiche in modo più concreto in un discorso pubblico ampiamente citato del 2014 a Băile Tușnad (noto in Ungheria come Tusnádfürdői beszéd o Tusnádfürdő speech).
Nell'indirizzo, Orbán ha ripudiato la teoria liberale classica dello Stato come una libera associazione di individui autonomi, un punto di vista tenuto anche, tra gli altri, da Margaret Thatcher, secondo cui lo Stato è il mezzo per organizzare, rinvigorire o persino costruire la comunità nazionale. Sebbene questo tipo di Stato rispetti concetti tradizionalmente liberali come i diritti civili, è propriamente chiamato "illiberale" perché considera la comunità, e non l'individuo, come l'unità politica di base.
In pratica, sostenne Orbán, un tale Stato dovrebbe promuovere l'autosufficienza nazionale, la sovranità nazionale, il familismo, la piena occupazione e la conservazione del patrimonio culturale, citando Paesi come la Turchia, Singapore, la Russia e la Cina come modelli.
Per diversi studiosi ciò è un segnale della volontà del leader di individuare un percorso culturale autonomo per l'Ungheria rispetto all'evoluzione tradizionale dell'Occidente a trazione liberale.
Inoltre, Orban ha sempre enfatizzato nel suo discorso il legame dell'Ungheria con la sua storia e le sue radici, rispolverando in diversi casi l'ideologia turanista sull'origine asiatica degli ungheresi e leggendola in sinergia con il successivo radicamento cristiano per offrire una visione complessiva della peculiare identità del suo popolo.
Altri commentatori, tuttavia, hanno osservato che la crisi migratoria europea, unita al continuo terrorismo islamista nell'Unione europea, hanno reso popolari le politiche nazionaliste e protezioniste di Orbán tra i leader conservatori europei. "Una volta ostracizzato [dell'élite politica europea]", scrive Politico, "Orbán è ora il talismano della destra mainstream dell'Europa".
Il 17 dicembre 2018 il parlamento ha adottato una legge che crea un nuovo sistema di giustizia amministrativa privo d'indipendenza e sotto il controllo del ministero della giustizia.
Nel gennaio 2021, Orbán ha definito eroe nazionale Endre Frankó, un pilota che ha prestato servizio nella divisione ungherese "Puma" sotto il comando della Germania nazista durante la seconda guerra mondiale, che ha combattuto contro l'aviazione sovietica e quella statunitense.

## Giovinezza e studi
Orbán nacque il 31 maggio 1963 nel piccolo villaggio di Alcsútdoboz in una famiglia della borghesia rurale, di fede calvinista; secondo alcune fonti sarebbe nato a Székesfehérvár. Figlio maggiore dell'imprenditore e agronomo Győző Orbán (nato nel 1940) e dell'educatrice e logopedista Erzsébet Sípos; ha due fratelli più giovani, gli imprenditori Győző, Jr. (1965) e Áron (nato nel 1977).
Orbán trascorse la sua infanzia in due villaggi vicini, Alcsútdoboz e Felcsút, nella contea di Fejér, dove completò i suoi studi elementari. Nel 1977 la sua famiglia si trasferì definitivamente a Székesfehérvár.
Si è diplomato alla scuola superiore Blanka Teleki di Székesfehérvár nel 1981, dove ha studiato inglese. Dopo aver completato due anni di servizio militare ha studiato giurisprudenza presso l'Università Loránd Eötvös di Budapest, laureandosi con una tesi sul movimento polacco di Solidarność. Dopo la laurea nel 1987, ha vissuto a Szolnok per due anni, facendo il pendolare per lavorare come sociologo presso l'Istituto di formazione manageriale del ministero dell'agricoltura, che ha sede a Budapest.
Nel 1989, Orbán ha ricevuto una borsa di studio dalla Fondazione Soros per studiare scienze politiche al Pembroke College di Oxford. Il suo tutor personale era il filosofo politico hegeliano Zbigniew Pelczyński; nel gennaio 1990, lasciò Oxford e tornò in Ungheria per candidarsi a un posto nel primo parlamento ungherese post-comunista.

## Carriera politica

### Formazione politica
All'età di 14 e 15 anni, era segretario dell'organizzazione giovanile comunista (KISZ) del suo ginnasio secondario (l'appartenenza al KISZ era obbligatoria per l'ammissione all'università). Orbán ha dichiarato in un'intervista successiva che le sue idee politiche sono radicalmente cambiate durante il servizio militare, in precedenza si considerava un "ingenuo e devoto sostenitore" del regime comunista.
Fondatore in giovane età della Alleanza dei Giovani Democratici (da cui l'acronimo Fidesz), di impronta anticomunista, Orbán ne diventa una delle personalità di spicco quando essa diviene Unione Civica Ungherese durante i primi anni novanta (1995); una formazione liberale, progressista, impegnata sui diritti civili.
Nel 1990, anno dell'ingresso in parlamento di Orbán, la Fidesz rimase all'opposizione, criticando il governo capeggiato da József Antall. Antall investì Orbán della sua eredità politica, convincendolo a staccarsi da posizioni progressiste e a spostarsi nel campo del centro-destra. Alcuni membri della Fidesz non accettarono la svolta e lasciarono il partito.
Nel 1994, quando i socialisti vinsero le elezioni e si allearono con i liberaldemocratici, Orbán scelse ancora la via dell'opposizione.

### Primo governo (1998-2002)

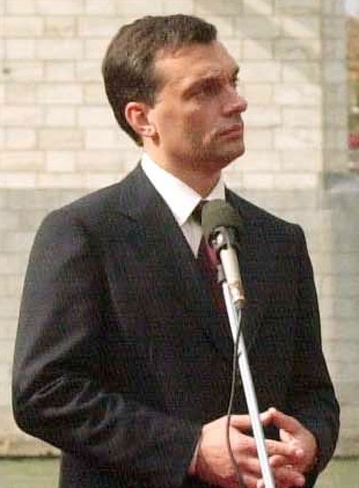
Viktor Orbán nel 2001

A seguito della vittoria nelle elezioni parlamentari del 1998, Orbán divenne per la prima volta capo del governo sostenuto da una coalizione formata da Fidesz, Forum Democratico Ungherese (MDF) e Partito dei Piccoli Proprietari Indipendenti (FKGP).

#### Politica interna
Il nuovo governo lanciò immediatamente una radicale riforma dell'amministrazione statale, riorganizzando i ministeri e creando un super-ministero per l'economia. Inoltre, i consigli di amministrazione dei fondi di sicurezza sociale e i pagamenti centralizzati di sicurezza sociale sono stati licenziati. Seguendo il modello tedesco, Orbán rafforzò l'ufficio del primo ministro e nominò un nuovo ministro per supervisionare il lavoro del suo gabinetto.
Nel processo sono stati sostituiti migliaia di dipendenti pubblici (non viene fatta alcuna distinzione tra posti politici e impiegati pubblici, con il risultato che una forte pratica del "vincitore prende tutto"). La direzione generale era verso il controllo centralizzato.
Nonostante le forti proteste dei partiti di opposizione, a febbraio 1999 il governo ha deciso che le sessioni plenarie dell'Assemblea nazionale unicamerale si terranno solo ogni tre settimane.
Di conseguenza, secondo gli argomenti dell'opposizione, l'efficienza legislativa del parlamento e la capacità di controllare il governo sono stati ridotti. Alla fine di marzo 1999, il governo ha cercato di sostituire la regola dell'Assemblea nazionale che richiede un voto a maggioranza di due terzi con una maggioranza semplice, ma la Corte costituzionale ha dichiarato incostituzionale tale provvedimento.
Lo stesso 1999 ha visto solo piccoli cambiamenti nei principali funzionari governativi. Due dei segretari di stato di Orbán nell'ufficio del primo ministro hanno dovuto dimettersi a maggio a causa delle loro implicazioni in uno scandalo di corruzione che ha coinvolto il produttore militare statunitense Lockheed Martin Corp.
Prima delle offerte per un importante contratto di jet da combattimento, i due segretari, insieme ad altri 32 deputati del partito di Orbán, avevano inviato una lettera a due senatori statunitensi per fare pressione per la nomina di un manager di Lockheed, con sede a Budapest, a diventare l'ambasciatore degli Stati Uniti in Ungheria.
Il 31 agosto, anche il capo dell'Ufficio delle Imposte si dimise, soccombendo agli attacchi prolungati dell'opposizione sui suoi precedenti rapporti d'affari, presumibilmente sospetti.
Si è verificata anche una grande tensione tra il consiglio comunale di Budapest e il governo riguardo alla decisione presa dall'esecutivo verso la fine del 1998 di cancellare due importanti progetti urbani: la costruzione del nuovo teatro nazionale e della quarta linea metropolitana.
Le relazioni tra il governo di coalizione, guidato da Fidesz, e l'opposizione peggiorarono nell'Assemblea nazionale, dove il governo sembrava aver abbandonato tutti i tentativi di mantenere una politica del consenso. Il governo ha spinto a sostituire rapidamente i capi delle istituzioni chiave (come il presidente della Banca nazionale ungherese, il procuratore capo della città di Budapest e la radio ungherese) con personalità partigiane.
Sebbene l'opposizione abbia opposto resistenza, ad esempio ritardando la nomina di membri dei consigli di sorveglianza, il governo ha gestito le istituzioni senza il numero stabilito di direttori. Allo stesso modo, Orbán non è riuscito a presentarsi per le interrogazioni in parlamento, per periodi fino a 10 mesi. Le sue dichiarazioni del tipo "Anche il parlamento lavora senza opposizione..." hanno contribuito all'immagine di un governo arrogante e aggressivo.
Un rapporto successivo, pubblicato a marzo dalla Federazione internazionale dei giornalisti con sede a Bruxelles, ha criticato il governo ungherese per un'influenza politica scorretta nei media, in quanto l'emittente televisiva del paese si è avvicinata alla bancarotta.
Numerosi scandali politici nel 2001 hanno provocato una rottura politica, se non reale, della coalizione che deteneva il potere a Budapest. Uno scandalo di corruzione a febbraio ha scatenato un'ondata di accuse e diversi procedimenti contro il Partito dei Piccoli Proprietari Indipendenti (FKGP). La vicenda ha portato alla destituzione di József Torgyán, sia della presidenza del FKGP che da capo del Ministero dell'Agricoltura. L'FKGP si disintegrò e più di una dozzina dei suoi parlamentari si unì alla fazione governativa.

#### Politica economica
Nella prima esperienza di governo (1998-2002) ha cercato di risollevare l'economia ungherese dalla forte crisi derivata dal crollo del regime che il Paese aveva vissuto per oltre quarant'anni. Al fine di abbattere la disoccupazione, Orbán ha applicato misure fortemente liberoscambiste, dando avvio a corpose liberalizzazioni e a una maggior integrazione nella Comunità Europea.
La politica economica di Orbán era finalizzata a ridurre le tasse e i contributi delle assicurazioni sociali per quattro anni, riducendo al contempo l'inflazione e la disoccupazione.
Tra le prime misure del nuovo governo vi era l'abolizione delle tasse universitarie e il reintroduzione dei benefici universali di maternità. Il governo ha annunciato l'intenzione di proseguire il programma di stabilizzazione socialista-liberale e si è impegnato a ridurre il deficit di bilancio, che era cresciuto al 4,5% del PIL.
Il precedente governo aveva quasi completato la privatizzazione delle industrie gestite dal governo e aveva avviato una riforma pensionistica globale. Tuttavia, i socialisti avevano evitato due importanti questioni socioeconomiche ovvero la riforma dell'assistenza sanitaria e l'agricoltura, che rimanevano da affrontare dal governo di Orbán.
I successi economici hanno incluso un calo dell'inflazione dal 15% nel 1998, al 10,0% nel 1999, al 9,8% nel 2000 e al 7,8% nel 2001. I tassi di crescita del PIL sono stati piuttosto stabili: 4,4% nel 1999, 5,2% nel 2000 e 3,8% nel 2001. Il disavanzo fiscale è sceso dal 3,9% nel 1999, al 3,5% nel 2000 e al 3,4% nel 2001 e il rapporto tra debito nazionale è sceso al 54% del PIL. Sotto il gabinetto di Orbán c'erano speranze realistiche che l'Ungheria sarebbe stata in grado di aderire all'eurozona entro il 2009.
Tuttavia, i negoziati per l'ingresso nell'Unione europea hanno rallentato nell'autunno del 1999 dopo che l'UE ha incluso altri sei paesi (oltre ai sei originali) nelle discussioni sull'adesione. Orbán ha ripetutamente criticato l'UE per il suo ritardo.
Anche Orbán è stato criticato per aver spinto per un budget biennale senza precedenti e per non aver frenato l'inflazione, che è scesa solo di mezzo punto, dal 10% nel 1999 al 9,8% nel 2000, nonostante la stretta politica monetaria della Banca centrale. Tuttavia, gli investimenti hanno continuato a crescere.

#### Politica estera
Nel 1999, durante il suo primo mandato, l'Ungheria entrò a far parte della NATO insieme alla Repubblica Ceca e alla Polonia, a seguito dell'esito positivo di un referendum popolare. Ciò pose fine agli sforzi ungheresi per ottenere sicurezza nell'Europa postcomunista. L'appartenenza ungherese alla NATO richiese il suo coinvolgimento nella guerra del Kosovo in Jugoslavia e la modernizzazione del suo esercito.
L'appartenenza alla NATO ha anche dato un colpo all'economia a causa di un embargo commerciale imposto alla Jugoslavia. All'interno dell'Alleanza atlantica l'Ungheria ha preso parte alle missioni ISAF e alla guerra in Iraq, appoggiando l'intervento statunitense.
L'Ungheria ha attirato l'attenzione dei media internazionali nel 1999 per aver approvato la "legge sullo status" riguardante circa tre milioni di minoranze etniche ungheresi nelle vicine Romania, Slovacchia, Serbia e Montenegro, Croazia, Slovenia e Ucraina.
La legge mirava a fornire istruzione, benefici per la salute e diritti di impiego a quelle minoranze, ed Orbán dichiarò che aveva l'obbiettivo di sanare gli effetti negativi del disastroso trattato del Trianon del 1920. I governi degli stati confinanti, in particolare la Romania, protestarono sostenendo che si trattava di un'interferenza nei loro affari interni. I sostenitori della legge sullo status hanno ribattuto che molti dei paesi che criticano la legge, hanno essi stessi varato legislazioni simili per fornire benefici alle proprie minoranze.
La Romania acconsentì dopo gli emendamenti a seguito di un accordo del dicembre 2001 tra Orbán e il primo ministro rumeno Adrian Năstase. La Slovacchia accettò la legge dopo ulteriori concessioni fatte dal nuovo governo dopo le elezioni del 2002.

### Capo dell'opposizione (2002-2010)

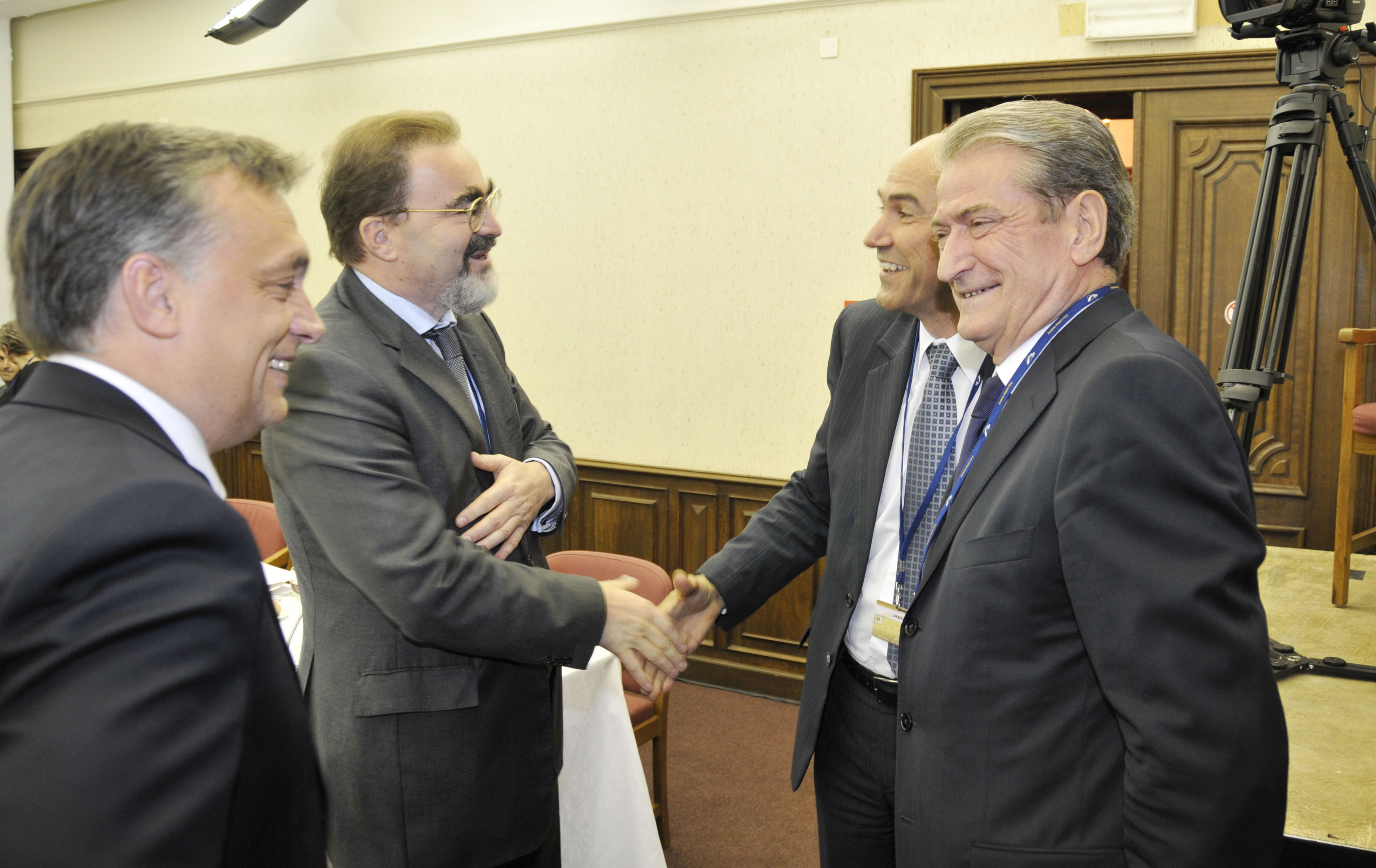
Orbán con Martin Kamp, Janez Janša e Sali Berisha al Vertice del Partito Popolare Europeo nel settembre 2012.

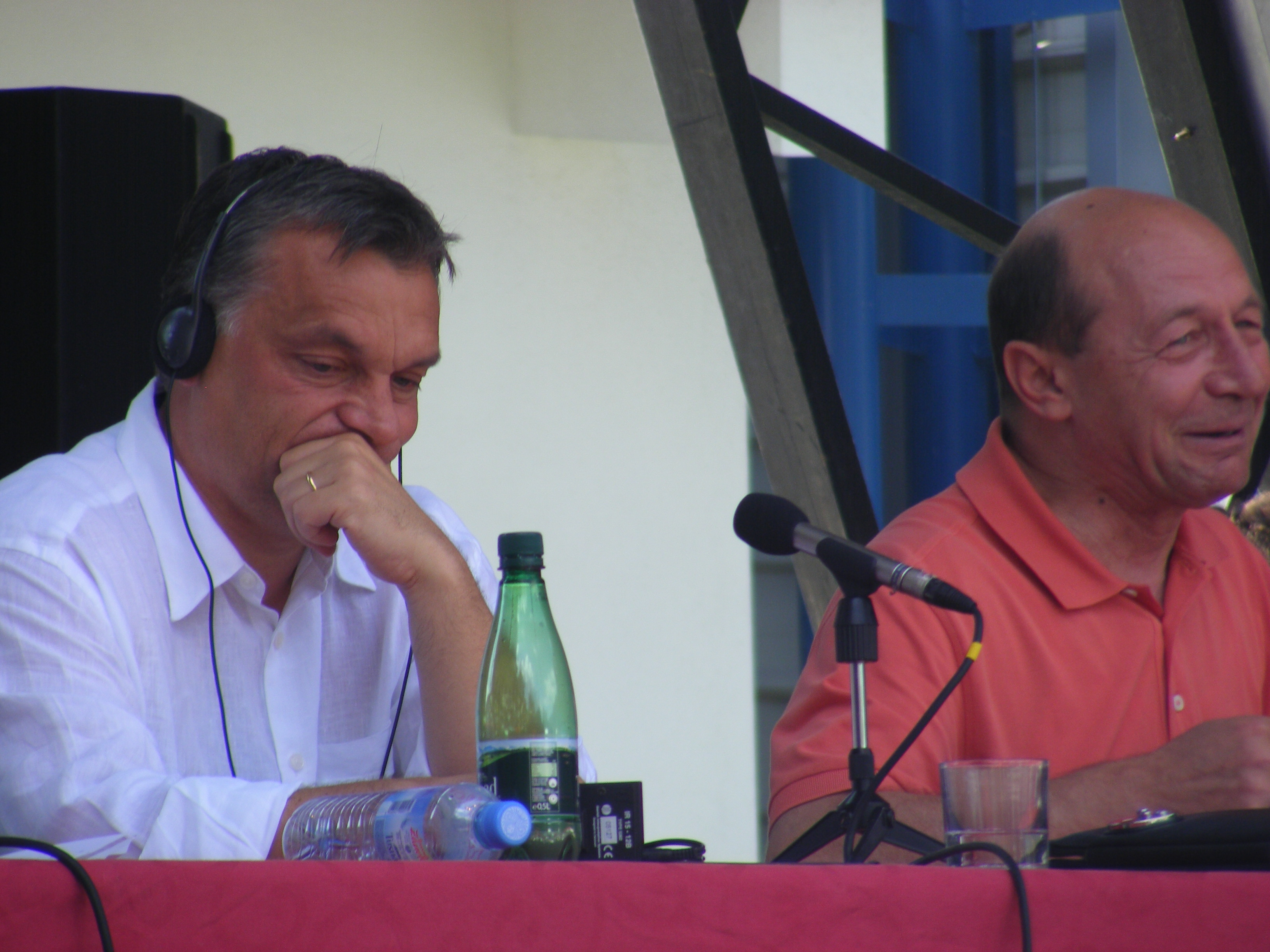
Orbán e Traian Băsescu.

Le elezioni generali del 2002 furono le più accese dell'Ungheria in più di un decennio, e una divisione culturale-politica senza precedenti si formò nel paese. Il gruppo di Viktor Orbán perse le elezioni parlamentari di aprile contro il Partito Socialista Ungherese, che creò una coalizione di governo con il suo alleato di lunga data, l'Alleanza dei Liberi Democratici. L'affluenza record è stata del 73,5%.
Oltre a questi partiti, solo 24 deputati del Forum Democratico Ungherese sono entrati nell'Assemblea nazionale. Il Partito dei Piccoli Proprietari Indipendenti e il Partito Ungherese Giustizia e Vita (MIÉP) hanno perso tutti i loro posti. Pertanto, il numero dei partiti politici nella nuova assemblea è stato ridotto da sei a quattro.
MIÉP ha contestato la legittimità del governo, ha chiesto un nuovo conteggio, ha denunciato frodi elettorali e in generale ha mantenuto il paese in tensione fino alle elezioni amministrative di ottobre. Il Comitato Elettorale Centrale controllato dai socialisti ha stabilito che non era necessario un riconteggio, una posizione sostenuta dagli osservatori dell'Organizzazione per la sicurezza e la cooperazione in Europa, le cui uniche critiche sostanziali alla condotta elettorale erano che la televisione di stato aveva espresso un pregiudizio coerente di Fidesz.
Nelle elezioni del Parlamento europeo del 2004, il Partito Socialista Ungherese (MSZP) è stato pesantemente sconfitto dall'opposizione Fidesz. Fidesz ha guadagnato il 47,4% dei voti e 12 dei 24 seggi spettanti all'Ungheria.
Fidesz segna una nuova vittoria con l'elezione del dott. László Sólyom come Presidente dell'Ungheria grazie all'astensione dell'Alleanza dei Liberi Democratici. Sólyom è stato approvato da Védegylet, una ONG composta da persone provenienti da tutto lo spettro politico. L'attività di Sólyom non si sovrappone interamente con gli ideali conservatori, e ha difeso elementi di entrambe le ali politiche con una scelta di valori selettiva e consapevole.
Orbán è stato il candidato di Fidesz per le elezioni parlamentari nel 2006. Fidesz e il suo nuovo candidato non hanno ottenuto la maggioranza in queste elezioni, che inizialmente hanno messo in crisi la carriera politica futura di Orbán come leader di Fidesz. Tuttavia, dopo aver combattuto con la coalizione socialista-liberale, la posizione di Orbán si è solidificata nuovamente ed è stato eletto presidente di Fidesz per un altro mandato nel maggio 2007.

#### Crisi socialista del 2006
Il 17 settembre 2006, una registrazione audio è emersa da una riunione del partito socialista ungherese a porte chiuse (MSZP) che si è tenuta il 26 maggio 2006, in cui il primo ministro ungherese Ferenc Gyurcsány ha tenuto un discorso, nel quale il premier confessa d'aver deliberatamente nascosto ai cittadini la grave situazione economica del paese e d'aver, conseguentemente, vinto le elezioni di maggio soltanto grazie alle menzogne. La riunione era a porte chiuse e i partecipanti supponevano che nessuno avesse potuto ascoltare cosa fosse stato detto dal premier. Qualcuno invece inviò la registrazione dei discorsi alla radio ungherese (Magyar Rádió) e alla maggior parte degli organi d'informazione il 17 settembre 2006; lo stesso giorno Gyurcsány pubblicò il testo del discorso nel suo blog personale.
Il 18 settembre alcune centinaia di persone hanno dato vita a proteste spontanee di fronte alla sede del parlamento ungherese, chiedendo le dimissioni del governo e una nuova consultazione elettorale. I manifestanti si sono portati di fronte alla sede della televisione pubblica, cercando di entrare per poter mandare in onda un loro appello.
Durante la notte alcune frange di teppisti e manifestanti di estrema destra si sono scontrati con il cordone di polizia che ha risposto lanciando lacrimogeni. Non si sono registrate vittime ma alcune persone sono rimaste ferite gravemente.
Tibor Navraciscs, capogruppo in parlamento del Fidesz, ha immediatamente espresso solidarietà nei confronti dei manifestanti.
I parlamentari del partito socialista hanno espresso solidarietà e pieno appoggio al primo ministro, lo stesso Gyurcsány ha respinto le richieste di dimissioni e ha sostenuto che la rivolta deve essere fermata con ogni mezzo.
Nei giorni successivi il 18 settembre si potevano contare circa 15 000 manifestanti nella città di Budapest, mentre nelle province della nazione non si hanno notizie di manifestazioni simili.
Nella notte del 24 settembre le 25 000 persone che presidiavano piazza Kossuth decidono di porre fine alla protesta. Il Fidesz, comunque, ha annunciato ai manifestanti che avrebbe continuato a chiedere le dimissioni del primo ministro in Parlamento, formalizzando tale richiesta il giorno successivo. Coloro che protestavano il giorno 18 e 19 erano per la maggioranza hooligans ubriachi aizzati da "provocatori" (giornali locali hanno parlato anche di militanti MSZP (partito di maggioranza) e poliziotti. Il fine era quello di creare destabilizzazione per non permettere la realizzazione di un comizio del partito Fidesz fissato per il giorno 23 settembre preannunciato già da alcune settimane.
I poliziotti a difesa del Palazzo della televisione sono stati mandati senza nessuna preparazione e allo sbaraglio: un camion lancia-acqua senza appoggio di truppe a piedi che è stato immobilizzato e reso inoperabile ed alcuni poliziotti senza tenuta antisommossa. Questi tutori sono stati feriti.
Questo ha fatto sì che i giorni successivi, 19 e il 20 settembre ci sono stati degli atti esagerati e non proporzionali al reale pericolo da parte della polizia, quasi fosse una "vendetta" con vari feriti anche gravi. Questo ha permesso che il partito Fidesz fosse costretto a rinunciare alla manifestazione.
Il 1º novembre, Orbán e il suo partito hanno annunciato i loro piani per organizzare diverse manifestazioni su larga scala in tutta l'Ungheria in occasione dell'anniversario della soppressione sovietica della rivoluzione del 1956. Gli eventi avrebbero dovuto servire come memoriale delle vittime dell'invasione sovietica e una protesta contro la brutalità della polizia durante i disordini del 23 ottobre a Budapest.

#### Elezioni amministrative del 2006
Il 1º ottobre 2006, Fidesz ha vinto le elezioni amministrative, che hanno controbilanciato in una certa misura il potere del governo guidato dal MSZP. Fidesz ha vinto 15 dei 23 sindaci nelle più grandi città ungheresi - sebbene abbia perso per poco tempo Budapest al partito liberale - e maggioranze in 18 delle 20 assemblee regionali.
Le elezioni amministrative segnano una sconfitta pressoché generalizzata dei socialisti, tanto che l'opposizione chiede al presidente del Consiglio di dimettersi entro settantadue ore. Ferenc Gyurcsány, da parte sua, chiede il voto di fiducia per il suo esecutivo. Il parlamento si pronuncia favorevolmente con 205 voti: solo 3 deputati della coalizione di maggioranza votano contro il primo ministro. La votazione è stata a voto palese su richiesta espressa dello stesso Gyurcsányi.

#### Ireferendum sociali
Il 9 marzo 2008, in Ungheria, si è svolto un referendum sulla revoca delle riforme del governo che ha introdotto le spese mediche per visita e le spese mediche pagate per numero di giorni trascorsi in ospedale, come le tasse universitarie. Gli ungheresi solitamente chiamano questo voto popolare il referendum sociale. Il referendum è stato avviato da Fidesz contro il governo del MSZP.
La procedura per il referendum è iniziata il 23 ottobre 2006, quando Orbán ha annunciato che avrebbe consegnato sette domande all'ufficio nazionale di elettorato, tre delle quali (sull'abolizione delle quote di partecipazione, le tariffe giornaliere e le tasse universitarie) sono state ufficialmente approvate il 17 dicembre 2007 e messe a referendum per il 24 gennaio 2008. Si presumeva che probabilmente il referendum sarebbe passato, ma era incerto se l'affluenza sarebbe stata abbastanza alta da renderlo valido; i sondaggi indicavano circa il 40% di affluenza con l'80% a favore del rescindere le tre riforme.
Il referendum ha visto un'affluenza del 50,5% e una vittoria del SÌ con oltre l'80% in tutti e tre i quesiti, segnando una grande vittoria politica per Fidesz.
Nelle elezioni del Parlamento europeo del 2009, Fidesz ha vinto con un ampio margine, ottenendo il 56,36% dei voti e 14 dei 22 seggi spettanti all'Ungheria.

### Secondo governo (2010-2014)
Vincente alle elezioni parlamentari del 2010, Fidesz ottenne la maggioranza parlamentare più solida affermatasi in Ungheria dalla caduta del muro di Berlino del 1989 (263 seggi sui 386 disponibili).

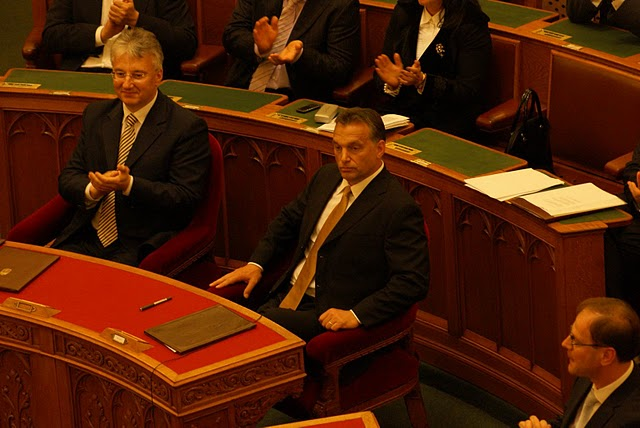
Viktor Orbán come Primo ministro dell'Ungheria nel 2010

#### Politica economica
In campo economico Orbán, abbandonate le politiche liberiste dei primi anni, ha portato a un rafforzamento del settore pubblico, rinazionalizzando nel 2011 i fondi pensionistici privati per un valore di 10 miliardi di euro, destinando metà dell'importo alla riduzione del debito e un'altra metà al sostegno dei cittadini beneficiari. Già nel 2010 aveva imposto inoltre una tassa sui profitti privati nel settore bancario, delle telecomunicazioni e dell'alimentare.
In termini di legislazione nazionale, il governo di Orbán ha applicato una tassa fissa sul reddito personale al 16%. Orbán ha definito il suo governo "pragmatico", citando le restrizioni sul prepensionamento nelle forze di polizia e militari, rendendo il benessere più trasparente e una legge bancaria centrale che "dà all'Ungheria più indipendenza dalla Banca centrale europea". Inoltre, ha riformato la Banca Centrale Ungherese, prevedendo che la nomina del governatore spetti al governo riaffermando l'intenzione di non entrare a far parte della moneta unica europea, mantenendo il fiorino ungherese, la moneta nazionale. Tale modifica ha manifestato la contrarietà della Commissione europea, rilevando come la stessa non sarebbe conforme ai trattati sottoscritti dal Paese.
Nel corso del mandato, la Banca centrale è stata costretta a una serie di secche svalutazioni e a operare finanziamenti alle imprese che erano indebitate in valuta estera e agli istituti di credito.
La politica marcatamente "nazionale" e il rigetto delle politiche atlantiste da parte del governo Orbán in quest'ultimo mandato ha portato a un inasprimento delle relazioni con l'UE, di cui l'Ungheria è membro, e all'avvio di procedure di infrazione contro il paese, oltre al taglio di finanziamenti strutturali europei.

#### Politica interna

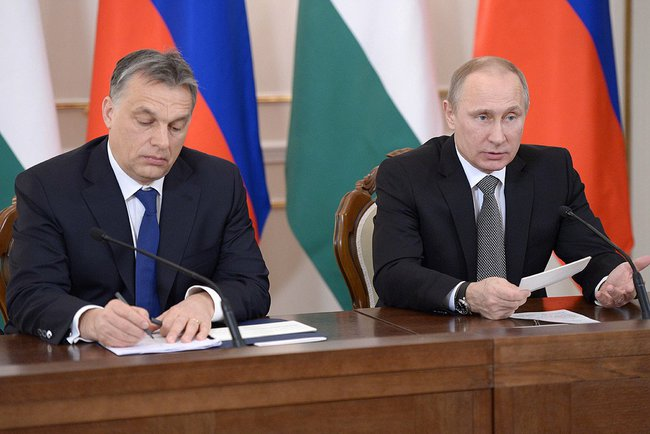
Orbán con Putin (2014).

Hanno suscitato scalpore molti provvedimenti emanati durante la sua seconda legislatura, fra cui: la legge sulla cittadinanza ungherese concessa anche a coloro che vivono al di fuori del Paese ("Legge sulla Naturalizzazione Semplificata"), criticata dalla Slovacchia in quanto paese con una forte minoranza magiara. Ma Orbán non si è fermato e forte dei due terzi dei seggi in Parlamento del suo partito, Fidesz ha riformato l'istruzione, l'informazione (creando una commissione governativa di controllo televisivo) e il potere giudiziario (mettendo il CSM ungherese sotto il controllo del Governo).
Viktor Orbán ha inoltre fatto approvare una nuova legge elettorale per le elezioni del 2014.
Nel 2011 Viktor Orbán ha dichiarato in Parlamento, come presidente del semestre di turno dell'Unione europea:
Sua altra dichiarazione è stata: "Manifestare contro il governo equivale al tradimento della Patria".
Dal 2013, ai senzatetto è vietato dormire per strada e rischiano una multa di 500 euro. Nel 2018 la legge è stata inasprita e i senzatetto potrebbero essere incarcerati.

#### Riforme costituzionali
Nel 2010, il nuovo governo guidato da Orbán ha avviato un processo di stesura di una nuova costituzione. È stata istituita una commissione parlamentare per la stesura della costituzione, con la rappresentanza di tutti e cinque i partiti parlamentari; il progetto è stato redatto da József Szájer, membro del Parlamento europeo.
Il febbraio seguente, Szájer istituì un organo responsabile per le consultazioni nazionali su un progetto; i suoi membri includevano János Csák, ambasciatore ungherese nel Regno Unito, Zsigmond Járai, presidente del consiglio di vigilanza della Banca nazionale, József Pálinkás, presidente dell'Accademia delle scienze ungherese ed ex ministro della pubblica istruzione e Katalin Szili, ex presidente del Partito Socialista Ungherese nell'Assemblea nazionale. La consultazione ha coinvolto questionari inviati a tutti i cittadini per le loro opinioni; ne sono stati restituiti 917 000, equivalenti all'11%. Le disposizioni sono state quindi incluse o escluse sulla base del consenso tra i rispondenti; ad esempio, una proposta di adottare i diritti di voto per i minori è stata accantonata dopo che i cittadini hanno espresso disapprovazione.
Il 18 aprile successivo, il parlamento approvò la costituzione con 262 sì e 44 no, con Fidesz e Partito Popolare Cristiano Democratico a favore e Jobbik contrario. Il Partito Socialista Ungherese e La Politica può essere Diversa, citando la riluttanza del partito di governo a scendere a compromessi sulle questioni e la loro incapacità di cambiare i risultati, hanno boicottato sia il processo di stesura che il voto. Il 25 aprile seguente, il presidente Pál Schmitt ha firmato la nuova costituzione, che è entrata in vigore il 1º gennaio 2012. L'emanazione è arrivata a metà della presidenza semestrale del Consiglio dell'Unione europea, in capo all'Ungheria.
La nuova costituzione ha introdotto elementi di conservatorismo, sottolineando l'importanza della centralità della famiglia, della tradizione, dell'etica e della religione cattolica.
Nel 2011, promosse la legge sulla libertà di coscienza e lo status giuridico delle chiese, una legge organica-modificabile in vari titoli solo col voto dei 2/3 dei deputati- che affermava il riconoscimento giuridico di 14 chiese ebraico-cristiane, con l'iniziale esclusione di islamici e buddhisti, inseriti soltanto due anni più tardi. Contestualmente, il nome ufficiale del Paese fu mutato da "Repubblica d'Ungheria" a "Ungheria" all'interno della Carta Fondamentale.
Secondo il professore Federigo Argentieri, della John Cabot University, il progetto politico di Orbán, piuttosto che eversivo, si basa su due punti fondamentali:
1. magiarizzare il capitalismo nazionale, per creare una classe borghese autoctona;
2. esautorare dalla vita politica del Paese gli eredi del partito comunista, "purificando" il Paese dai residui dell'esperienza comunista.

Per tali motivi, Argentieri paragona il progetto di Orbán a quello di Miklós Horthy nel periodo interbellico.
Secondo il presidente del gruppo parlamentare Fidesz János Lázár, la costituzione segna una rottura con il passato comunista ungherese, mentre Orbán ha affermato che essa completa la transizione verso la democrazia e consente finanze sane e governo pulito dopo anni di cattiva gestione e scandali.
Tuttavia, l'opposizione ha accusato Fidesz di usare la maggioranza dei due terzi del Parlamento per far approvare la propria costituzione senza consenso tra i partiti. Prima e durante la votazione per adottare la costituzione, migliaia di persone hanno manifestato a Budapest contro la sua adozione; tra le loro lamentele c'è il tentativo da parte del governo di cementificare il suo potere al di là del termine, imporre la sua ideologia cristiana al paese e limitare le libertà civili.
È stata anche menzionata la mancanza di partecipazione dell'opposizione, ma il vice primo ministro Tibor Navracsics ha risposto che altre parti sono state invitate a partecipare, ma hanno rifiutato. I membri della comunità imprenditoriale ungherese hanno menzionato possibili difficoltà future nell'adozione dell'euro, rilevando una disposizione che sancisce il fiorino come valuta legale.
Tuttavia, un funzionario del governo ha affermato che, se la maggioranza dei due terzi per modificare questa disposizione non potesse essere raggiunta, potrebbe essere aggirata con altri mezzi, come un referendum.
Una parte del preambolo criticata da alcuni storici così come dal capo della comunità ebraica ungherese è la dichiarazione che il Paese ha perso la sua indipendenza quando fu invaso ed occupato dalla Germania nazista nel marzo 1944. Hanno affermato che la disposizione implica che lo Stato ungherese di allora non sia stato responsabile della deportazione degli ebrei nei campi di sterminio come parte dell'Olocausto e che potrebbe influenzare future richieste di restituzione.
Lo storico Géza Jeszenszky ha respinto con forza le critiche al passaggio, dicendo che la perdita della sovranità ungherese nel marzo 1944 a causa dell'invasione straniera è semplicemente un fatto storico che non dovrebbe essere negato. Nel suo sostegno al passaggio della costituzione ha anche menzionato l'intervento diretto della Germania nella politica ungherese, come la rimozione del governo in quel momento, compreso l'arresto di membri del gabinetto e di politici antitedeschi e la messa al bando dei partiti politici ungheresi.
Il leader socialista Attila Mesterházy ha denunciato ciò che ha definito "la costituzione del partito di Fidesz" e ha promesso di cambiare la costituzione "sulla base di un consenso nazionale" in seguito alle successive elezioni. László Sólyom, ex presidente dell'Ungheria e della Kuria (Corte costituzionale), ha criticato i limiti imposti dalla nuova costituzione alla Corte.
Nel marzo 2013, il Parlamento ha modificato la costituzione per la quarta volta, con 265 sì, 11 no e 33 astensioni, con Fidesz, il Partito Popolare Cristiano Democratico e tre indipendenti a favore e i socialisti che cercavano nuovamente di boicottare il voto. Successivamente, il presidente János Áder ha firmato la trasformazione dell'emendamento in legge, citando il suo dovere giuridico e la necessità di preservare l'unità nazionale.
L'emendamento di quindici pagine tocca diversi aspetti. Annulla le sentenze della Corte costituzionale prima che entrasse in vigore la costituzione del 2011, pur lasciando i loro effetti giuridici. Fornisce al presidente della Kuria e al procuratore capo il potere di avviare una revisione costituzionale delle leggi.
Mentre attribuisce alla Corte costituzionale il potere di rivedere la costituzione stessa per motivi procedurali, stabilisce che il tribunale non può annullare una legge approvata da una maggioranza dei due terzi del parlamento. I giudici e i pubblici ministeri sono tenuti al pensionamento all'età pensionabile generale, sebbene tale età non sia dichiarata; il capo della Kuria e il procuratore capo sono esenti. L'emendamento sancisce la libertà di religione e consente i reclami costituzionali riguardanti la legge ecclesiastica.
Permette azioni civili per incitamento all'odio rivolte alla comunità di un individuo e dichiara che il comunismo è condannato. La misura richiede agli studenti la cui istruzione è sovvenzionata dallo Stato di lavorare in Ungheria per un periodo dopo la laurea o rimborsare le loro tasse scolastiche allo Stato. Permette solo ai media pubblici di mandare in onda pubblicità politiche prima delle elezioni generali ed europee. Viene sottolineata l'importanza della famiglia tradizionale e le autorità sono autorizzate a vietare la vita in determinati spazi pubblici, anche se i senzatetto non sono fuorilegge. Una precedente proposta sul richiedere agli elettori di registrarsi prima delle elezioni non è stata inclusa dopo essere stata precedentemente annullata dalla Corte costituzionale.
L'emendamento ha suscitato critiche sia in Ungheria sia all'estero. Il leader socialista ha definito la misura un tentativo di limitare i poteri della Corte costituzionale, e i membri del partito hanno appeso bandiere nere dalle finestre del Palazzo del Parlamento ungherese, in segno di lutto per la democrazia.
La Politica può essere Diversa ha accusato il governo di "smantellare i valori costituzionali", mentre l'ex primo ministro Ferenc Gyurcsány, capo della piccola coalizione democratica, ha anche richiamato l'attenzione sulla diminuzione delle prerogative della Corte. José Manuel Barroso, allora presidente della Commissione europea, e Thorbjørn Jagland, allora segretario generale del Consiglio d'Europa, hanno espresso preoccupazione per l'impatto dell'emendamento sullo stato di diritto, mentre i politici di spicco dell'UE, tra cui Verhofstadt e Martin Schulz, hanno espresso più forte critica. Orbán ha negato che i poteri della Corte costituzionale siano stati ridotti, sfidando i critici a spiegare come l'emendamento sia antidemocratico, mentre il suo partito ha spiegato che la misura era necessaria per delineare la nuova costituzione rispetto alla precedente.
In settembre, un quinto emendamento è stato approvato in risposta alle raccomandazioni della Corte costituzionale, della Commissione europea e della Commissione di Venezia. La disposizione ha garantito la supervisione della Banca nazionale sui mercati finanziari; ha eliminato una disposizione che consente di trasferire casi giudiziari da un tribunale all'altro, nonché una che consente di aumentare le tasse per il finanziamento delle multe applicate allo Stato ungherese dalle sentenze dei tribunali internazionali; ha chiarito il riconoscimento delle comunità religiose e ha consentito che le pubblicità delle campagne politiche venissero trasmesse gratuitamente sia dalla televisione pubblica sia da emittenti private televisive e radiofoniche. In seguito all'adozione dell'emendamento, Jagland ha elogiato il fatto che il governo si sia sforzato di affrontare le critiche internazionali.

### Terzo governo (2014-2018)
Il partito di cui Orbán è leader, Fidesz-Unione civica ungherese, ha riottenuto la vittoria nelle elezioni politiche dell'aprile 2014, riscuotendo la maggioranza relativa dei consensi. Durante questo governo, le posizioni politiche di Orbán si sono ulteriormente inasprite.

#### Politica estera
Orbán ha anche allacciato più stretti legami con la Russia di Putin e con l'Asia.
Orbán ha protestato contro la costruzione di Nord Stream, il nuovo gasdotto fra Russia e Germania. Affermando di voler sentire "un ragionevole argomento per cui South Stream è cattivo e Nord Stream non lo è", South Stream si riferisce al gasdotto dei Balcani cancellato dalla Russia nel dicembre 2014 dopo gli ostacoli dall'UE.
Dal 2017, le relazioni dell'Ungheria con l'Ucraina si sono rapidamente deteriorate a causa della questione della minoranza ungherese in Ucraina. Orbán ed i suoi ministri del governo hanno ripetutamente criticato la legge sull'istruzione dell'Ucraina del 2017, che rende l'ucraino l'unica lingua di istruzione nelle scuole statali, e ha minacciato di bloccare ulteriormente l'integrazione dell'Ucraina nella UE e nella NATO fino a quando tale norma non venga modificata o abrogata.

#### Politiche migratorie
Nel corso del 2015 si è distinto per posizioni contro l'immigrazione.
Durante la crisi migratoria europea del 2015, Orbán ha ordinato l'erezione della barriera alla frontiera tra Ungheria e Serbia per bloccare l'ingresso di immigrati clandestini in modo che l'Ungheria potesse registrare tutti i migranti che arrivano dalla Serbia, che è la responsabilità del paese ai sensi del regolamento di Dublino. Sotto Orbán, l'Ungheria ha intrapreso numerose azioni per combattere l'immigrazione clandestina e ridurre i livelli di rifugiati.

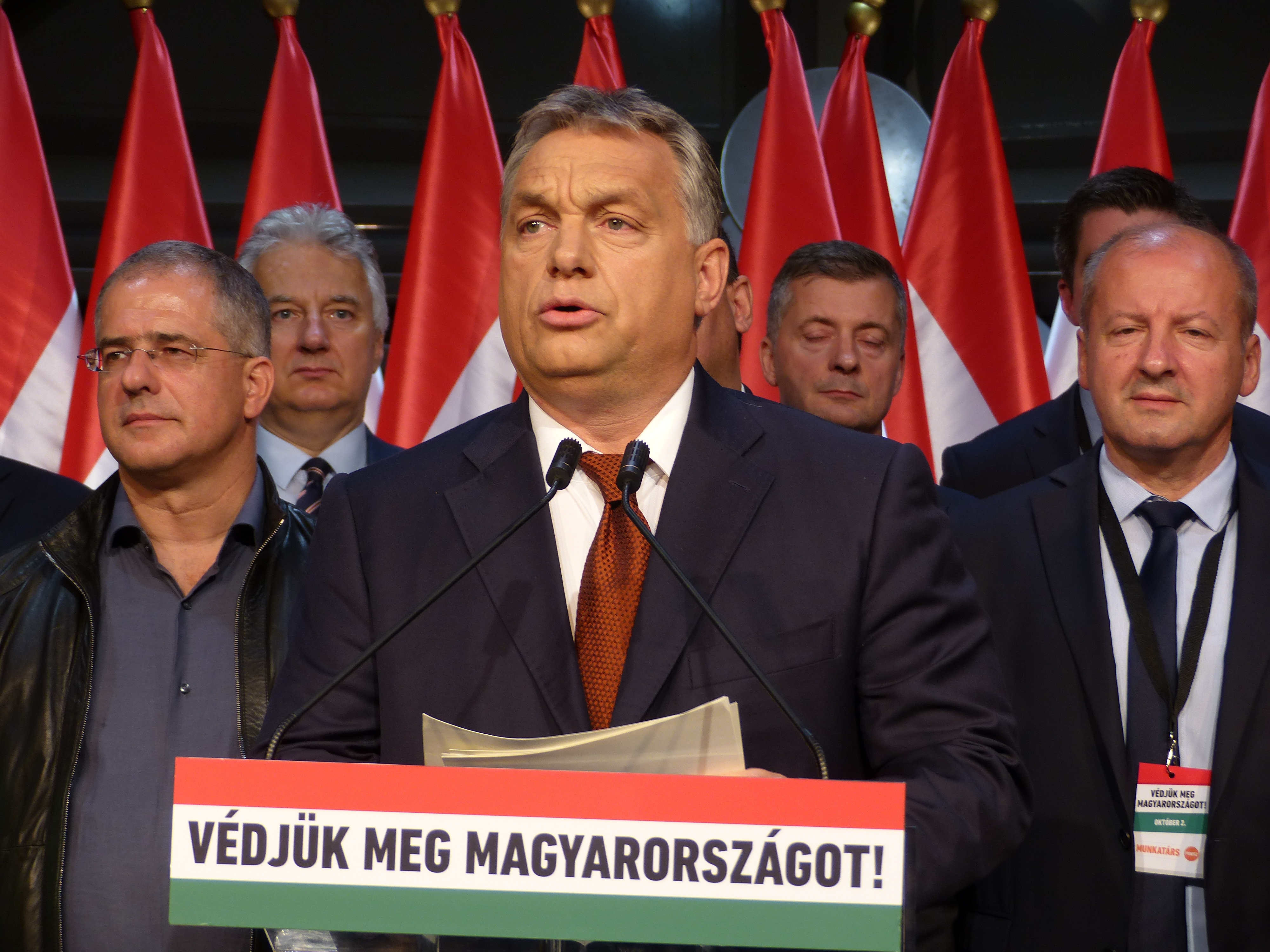
Viktor Orbán durante un comizio per il referendum ungherese del 2016 sulla quota di migranti.

Come altri leader del Gruppo di Visegrád, Orbán si oppone a qualsiasi quota obbligatoria a lungo termine dell'UE sulla redistribuzione dei migranti. Orbán ha anche richiesto un elenco ufficiale dell'UE di "paesi sicuri" in cui possono essere restituiti i migranti. Secondo Orbán, la Turchia dovrebbe essere considerata un paese terzo sicuro.
Ha scritto nel Frankfurter Allgemeine Zeitung: "La risposta dell'Europa è una follia, dobbiamo riconoscere che la politica di immigrazione fuorviata dall'Unione europea è responsabile di questa situazione".
Il 2 ottobre 2016, su sua spinta (e quella di Fidesz insieme ad altre forze sociali), si è tenuto un referendum sulla ripartizione dei migranti voluta dall'Unione Europea. L'affluenza si è fermata al 43,23% e, nonostante il 98% dei votati si sia espresso contro le quote, la consultazione non risulta valida per mancato raggiungimento del quorum.

### Quarto governo (2018-2022)

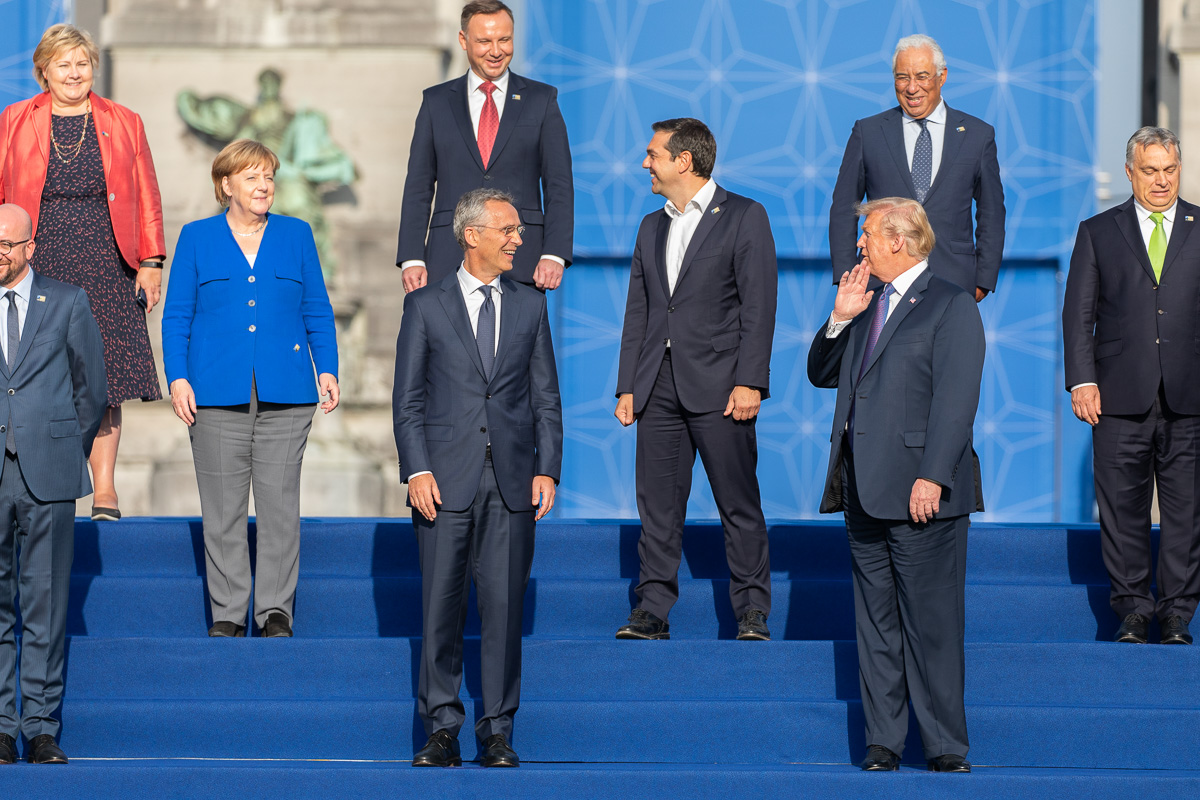
Viktor Orbán (ultimo a destra nella fila centrale) con gli altri leader della NATO nel 2018.

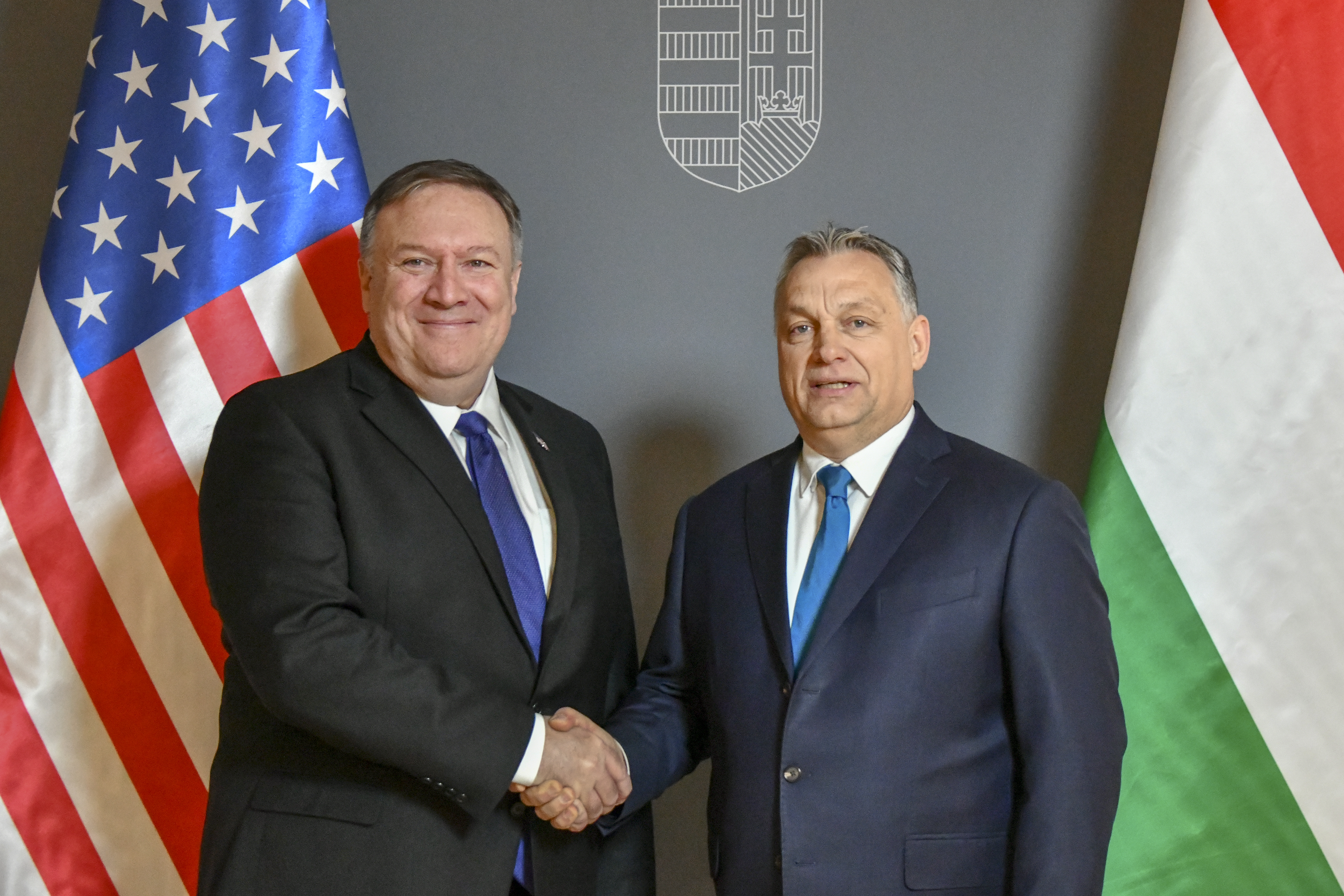
Orbán all'incontro con il Segretario di Stato Mike Pompeo l'11 febbraio 2019.

A seguito delle elezioni del 2018, Fidesz si è confermato primo partito della nazione con il 49,27% dei voti espressi in suo favore, ottenendo 133 seggi su 199 nell'Assemblea Nazionale e confermando Orbán a capo del governo.
Uno dei primi provvedimenti messi in campo da Orbán in questa nuovo mandato è avvio dell'approvazione della cosiddetta legge Stop Soros, dal nome del finanziere ungherese a lungo additato come nemico pubblico in campagna elettorale da Orbán che lo accusava di voler favorire l'immigrazione straniera in Ungheria. Il provvedimento imporrebbe una tassa del 25% su tutte le donazioni straniere a organizzazioni non governative che supportano i migranti nel Paese, proprio come la Open Society.

#### Politica estera
Ha sostenuto l'Azerbaigian nella guerra del Nagorno-Karabakh contro l'Armenia nel 2020.

#### Emergenza COVID-19
Durante l'esplodere della pandemia di COVID-19, il 30 marzo 2020 il parlamento ungherese, con 137 voti a favore, 53 contrari e 9 astenuti, ha portato all'approvazione della dichiarazione dello stato di emergenza senza limiti di tempo che concede poteri speciali al primo ministro Orbán con la facoltà di governare per decreto, la sospensione del parlamento senza elezioni, e pene detentive per diffusione di notizie false e uscita dalla quarantena.
Nezopont, un'agenzia elettorale filo-governativa, ha condotto un sondaggio che ha mostrato che il 90% degli ungheresi ha sostenuto l'estensione delle misure di emergenza e il 72% ha sostenuto il rafforzamento del codice penale, ma una petizione contro la legislazione è stata firmata da oltre 100 000 persone e Péter Jakab, il presidente del partito di opposizione Jobbik, formazione di destra che critica il governo Orbán per la presunta svolta del premier verso l'accentramento dei poteri sulla sua persona, ha affermato che il disegno di legge mette in quarantena la democrazia ungherese.
Il 15 maggio Orbán ha dichiarato di ritenere conclusa la fase più problematica dell'emergenza e di voler lasciare, a partire dalla fine del mese, i poteri speciali garantitigli a marzo.

#### Misure sul lavoro
Nel 2018 ha sostenuto una legge che ha introdotto gli straordinari obbligatori, che consente ai datori di lavoro di ordinare ai dipendenti di svolgere fino a 400 ore di straordinario all'anno e di ritardarne il pagamento anche per tre anni. Attraverso i poteri a lui attribuiti durante la pandemia di COVID-19, ha sospeso dal codice del lavoro e cancellato gli accordi collettivi in vigore, nonché limitato il diritto di sciopero e altre prerogative dei dipendenti. Queste norme sono state definite dai sindacati e dall'opposizione come "leggi sulla schiavitù".
Ha sostenuto la privatizzazione dei settori pubblici della cultura e della sanità. Con una legge entrata in vigore il 1º novembre 2020, i contratti di lavoro di 20 000 dipendenti pubblici del settore culturale (addetti di musei, biblioteche, archivi o istituti di studi) sono divenuti privati; nel gennaio 2021 il provvedimento è stato esteso anche ai lavoratori della sanità.

### Quinto governo (2022-)
A seguito delle elezioni del 2022, Fidesz si è confermato primo partito della nazione con il 53,31% dei voti espressi in suo favore, ottenendo 135 seggi su 199 nell'Assemblea Nazionale e confermando Orbán a capo del governo.

## Vita privata
Sposato con Anikó Levai, ha cinque figli: Rahel, Gaspar, Sara, Rosa e Flora. Orbán è calvinista, mentre sua moglie e quattro figli sono cattolici, Gaspar è invece pentecostale.